# 800 mètres aux championnats d'Europe d'athlétisme
Pour un article plus général, voir Championnats d'Europe d'athlétisme.
Le 800 mètres masculin fait partie des épreuves inscrites au programme des premiers championnats d'Europe d'athlétisme, en 1934, à Turin. L'épreuve féminine fait sa première apparition lors de l'édition 1954, à Berne.
Avec trois médailles d'or remportées consécutivement de 2014 à 2018, le Polonais Adam Kszczot est l'athlète masculin le plus titré. La Serbe Vera Nikolić, l'Ukrainienne Nataliya Pryshchepa et la Britannique Keely Hodgkinson détiennent quant à elles le record de victoires féminines avec deux médailles d'or chacune. 
Les records des championnats d'Europe appartiennent chez les hommes à l'Allemand Olaf Beyer, auteur de 1 min 43 s 8 à Prague en 1978, et chez les femmes à la Russe Olga Mineyeva qui réalise le temps de 1 min 55 s 41 en finale des championnats d'Europe 1982.

## Palmarès

### Hommes
| Édition | Or                                     | Argent                            | Bronze                              |
| ------- | -------------------------------------- | --------------------------------- | ----------------------------------- |
| 1934    | Miklós Szabó 1 min 52 s 0              | Mario Lanzi 1 min 52 s 0          | Wolfgang Dessecker 1 min 52 s 2     |
| 1938    | Rudolf Harbig 1 min 50 s 6 (CR)        | Jacques Lévèque 1 min 51 s 8      | Mario Lanzi 1 min 52 s 0            |
| 1946    | Rune Gustafsson 1 min 51 s 0           | Niels Holst Sörensen 1 min 51 s 1 | Marcel Hansenne 1 min 51 s 2        |
| 1950    | John Parlett 1 min 50 s 5 (AR)         | Marcel Hansenne 1 min 50 s 7      | Roger Bannister 1 min 50 s 7        |
| 1954    | Lajos Szentgáli 1 min 47 s 1           | Lucien Demuynck 1 min 47 s 3      | Audun Boysen 1 min 47 s 4           |
| 1958    | Mike Rawson 1 min 47 s 8               | Audun Boysen 1 min 47 s 9         | Paul Schmidt 1 min 47 s 9           |
| 1962    | Manfred Matuschewski 1 min 50 s 5      | Valeriy Bulishev 1 min 51 s 2     | Paul Schmidt 1 min 51 s 2           |
| 1966    | Manfred Matuschewski 1 min 45 s 9 (CR) | Franz-Josef Kemper 1 min 46 s 0   | Bodo Tümmler 1 min 46 s 3           |
| 1969    | Dieter Fromm 1 min 45 s 9 (CR)         | Jozef Plachý 1 min 46 s 2         | Manfred Matuschewski 1 min 46 s 8   |
| 1971    | Yevgeniy Arzhanov 1 min 45 s 60        | Dieter Fromm 1 min 46 s 00        | Andrew Carter 1 min 46 s 20         |
| 1974    | Luciano Sušanj 1 min 44 s 07 (CR)      | Steve Ovett 1 min 45 s 77         | Markku Taskinen 1 min 45 s 89       |
| 1978    | Olaf Beyer 1 min 43 s 84 (CR)          | Steve Ovett 1 min 44 s 09         | Sebastian Coe 1 min 44 s 76         |
| 1982    | Hans Peter Ferner 1 min 46 s 33        | Sebastian Coe 1 min 46 s 66       | Jorma Härkönen 1 min 46 s 90        |
| 1986    | Sebastian Coe 1 min 44 s 50            | Tom McKean 1 min 44 s 61          | Steve Cram 1 min 44 s 88            |
| 1990    | Tom McKean 1 min 44 s 76               | David Sharpe 1 min 45 s 59        | Piotr Piekarski 1 min 45 s 76       |
| 1994    | Andrea Benvenuti 1 min 46 s 12         | Vebjørn Rodal 1 min 46 s 53       | Tomas de Teresa 1 min 46 s 56       |
| 1998    | Nils Schumann 1 min 44 s 89            | André Bucher 1 min 45 s 04        | Lukáš Vydra 1 min 45 s 23           |
| 2002    | Wilson Kipketer 1 min 47 s 25          | André Bucher 1 min 47 s 43        | Nils Schumann 1 min 47 s 60         |
| 2006    | Bram Som 1 min 46 s 56                 | David Fiegen 1 min 46 s 59        | Sam Ellis 1 min 46 s 64             |
| 2010    | Marcin Lewandowski 1 min 47 s 07       | Michael Rimmer 1 min 47 s 17      | Adam Kszczot 1 min 47 s 22          |
| 2012    | Yuriy Borzakovskiy 1 min 48 s 61       | Andreas Bube 1 min 48 s 69        | Pierre-Ambroise Bosse 1 min 48 s 83 |
| 2014    | Adam Kszczot 1 min 44 s 15             | Artur Kuciapski 1 min 44 s 89     | Mark English 1 min 45 s 03          |
| 2016    | Adam Kszczot 1 min 45 s 18             | Marcin Lewandowski 1 min 45 s 54  | Elliot Giles 1 min 45 s 54          |
| 2018    | Adam Kszczot 1 min 44 s 59             | Andreas Kramer 1 min 45 s 03      | Pierre-Ambroise Bosse 1 min 45 s 30 |
| 2022    | Mariano García 1 min 44 s 85           | Jake Wightman 1 min 44 s 91       | Mark English 1 min 45 s 19          |
| 2024    | Gabriel Tual 1 min 44 s 87             | Mohamed Attaoui 1 min 45 s 20     | Cătălin Tecuceanu 1 min 45 s 40     |

### Femmes
| Édition | Or                                      | Argent                              | Bronze                           |
| ------- | --------------------------------------- | ----------------------------------- | -------------------------------- |
| 1954    | Nina Otkalenko 2 min 08 s 8             | Diane Leather 2 min 09 s 8          | Lyudmila Lysenko 2 min 11 s 2    |
| 1958    | Yelizavyeta Yermolayeva 2 min 06 s 3    | Diane Leather 2 min 06 s 6          | Dzidra Lyevitska 2 min 06 s 6    |
| 1962    | Gerda Kraan 2 min 02 s 8                | Waltraut Kaufmann 2 min 05 s 0      | Olga Kazi 2 min 05 s 0           |
| 1966    | Vera Nikolić 2 min 02 s 8               | Zsuzsa Szabó-Nagy 2 min 03 s 1      | Antje Gleichfeld 2 min 03 s 7    |
| 1969    | Lillian Board 2 min 01 s 4              | Annelise Damm-Olesen 2 min 02 s 6   | Vera Nikolić 2 min 02 s 6        |
| 1971    | Vera Nikolić 2 min 00 s 00              | Pat Lowe 2 min 01 s 70              | Rosemary Stirling 2 min 02 s 10  |
| 1974    | Lilyana Tomova 1 min 58 s 14            | Gunhild Hoffmeister 1 min 58 s 81   | Mariana Suman 1 min 59 s 84      |
| 1978    | Tatyana Providokhina 1 min 55 s 80 (CR) | Nadezhda Mushta 1 min 55 s 82       | Zoya Rigel 1 min 56 s 57         |
| 1982    | Olga Mineyeva 1 min 55 s 41 (CR)        | Lyudmila Veselkova 1 min 55 s 96    | Margrit Klinger 1 min 57 s 22    |
| 1986    | Nadezhda Olizarenko 1 min 57 s 15       | Sigrun Ludvigs-Wodars 1 min 57 s 42 | Lyubov Gurina 1 min 57 s 73      |
| 1990    | Sigrun Ludvigs-Wodars 1 min 55 s 87     | Christine Wachtel 1 min 56 s 11     | Lilia Nurutdinova 1 min 57 s 39  |
| 1994    | Lyubov Gurina 1 min 58 s 55             | Natalya Dukhnova 1 min 58 s 55      | Lyudmila Rogachova 1 min 58 s 69 |
| 1998    | Yelena Afanasyeva 1 min 58 s 50         | Malin Ewerlöf 1 min 59 s 61         | Stephanie Graf 2 min 00 s 11     |
| 2002    | Jolanda Ceplak 1 min 57 s 65            | Mayte Martínez 1 min 58 s 86        | Kelly Holmes 1 min 59 s 83       |
| 2006    | Olga Kotlyarova 1 min 57 s 38           | Svetlana Klyuka 1 min 57 s 48       | Rebecca Lyne 1 min 58 s 45       |
| 2010    | Yvonne Hak 1 min 58 s 85                | Jennifer Meadows 1 min 59 s 39      | Lucia Klocová 1 min 59 s 48      |
| 2012    | Lynsey Sharp 2 min 00 s 51              | Maryna Arzamasava 2 min 01 s 02     | Liliya Lobanova 2 min 01 s 29    |
| 2014    | Maryna Arzamasava 1 min 58 s 15         | Lynsey Sharp 1 min 58 s 80          | Joanna Jóźwik 1 min 59 s 63      |
| 2016    | Nataliya Pryshchepa 1 min 59 s 70       | Rénelle Lamote 2 min 00 s 19        | Lovisa Lindh 2 min 00 s 37       |
| 2018    | Nataliya Pryshchepa 2 min 00 s 38       | Rénelle Lamote 2 min 00 s 62        | Olha Lyakhova 2 min 00 s 79      |
| 2022    | Keely Hodgkinson 1 min 59 s 04          | Rénelle Lamote 1 min 59 s 49        | Anna Wielgosz 1 min 59 s 87      |
| 2024    | Keely Hodgkinson 1 min 58 s 65          | Gabriela Gajanová 1 min 58 s 79     | Anaïs Bourgoin 1 min 59 s 30     |

## Records des championnats

### Hommes
| Temps        | Athlète              | Lieu      | Date              | Record |
| ------------ | -------------------- | --------- | ----------------- | ------ |
| 1 min 51 s 8 | Mario Lanzi          | Turin     | 8 septembre 1934  |        |
| 1 min 50 s 6 | Rudolf Harbig        | Paris     | 4 septembre 1938  |        |
| 1 min 50 s 5 | John Parlett         | Bruxelles | 26 août 1950      |        |
| 1 min 50 s 2 | Brian Hewson         | Berne     | 25 août 1954      |        |
| 1 min 50 s 0 | Lajos Szentgali      | Berne     | 27 août 1954      |        |
| 1 min 47 s 1 | Lajos Szentgali      | Berne     | 28 août 1954      |        |
| 1 min 45 s 9 | Manfred Matuschewski | Budapest  | 4 septembre 1966  |        |
| 1 min 45 s 9 | Dieter Fromm         | Athènes   | 19 septembre 1969 |        |
| 1 min 45 s 6 | Yevgeniy Arzhanov    | Helsinki  | 12 août 1971      |        |
| 1 min 44 s 1 | Luciano Susanj       | Rome      | 4 septembre 1974  |        |
| 1 min 43 s 8 | Olaf Beyer           | Prague    | 31 août 1978      |        |

### Femmes
| Temps         | Athlète                 | Lieu      | Date              | Record |
| ------------- | ----------------------- | --------- | ----------------- | ------ |
| 2 min 08 s 8  | Lyudmila Lysenko        | Berne     | 25 août 1954      |        |
| 2 min 08 s 8  | Nina Otkalenko          | Berne     | 27 août 1954      |        |
| 2 min 06 s 3  | Yelizavyeta Yermolayeva | Stockholm | 24 août 1958      |        |
| 2 min 06 s 3  | Gerda Kraan             | Belgrade  | 15 septembre 1962 |        |
| 2 min 02 s 8  | Gerda Kraan             | Belgrade  | 16 septembre 1962 |        |
| 2 min 02 s 8  | Vera Nikolic            | Budapest  | 4 septembre 1966  |        |
| 2 min 01 s 4  | Lillian Board           | Athènes   | 18 septembre 1969 |        |
| 2 min 00 s 0  | Vera Nikolic            | Helsinki  | 12 août 1971      |        |
| 1 min 58 s 1  | Lilyana Tomova          | Rome      | 4 septembre 1974  |        |
| 1 min 55 s 8  | Nadezhda Mushta         | Prague    | 31 août 1978      |        |
| 1 min 55 s 8  | Tatyana Providokhina    | Prague    | 31 août 1978      |        |
| 1 min 55 s 41 | Olga Mineyeva           | Athènes   | 8 septembre 1982  |        |